# 西域黄耆
西域黄耆（学名：Astragalus pseudoborodinii）为豆科黄芪属的植物，是中国的特有植物。分布于中国大陆的新疆等地，生长于海拔1,000米至1,500米的地区，一般生于山坡及河谷等地，目前尚未由人工引种栽培。